# Кирсанов, Владимир Михайлович
Владимир Михайлович Кирсанов (25 августа 1923, Кромский уезд, Орловская губерния — 29 октября 1988, Москва) — генерал-майор Советской Армии, участник Великой Отечественной войны, Герой Советского Союза (1945).

## Биография

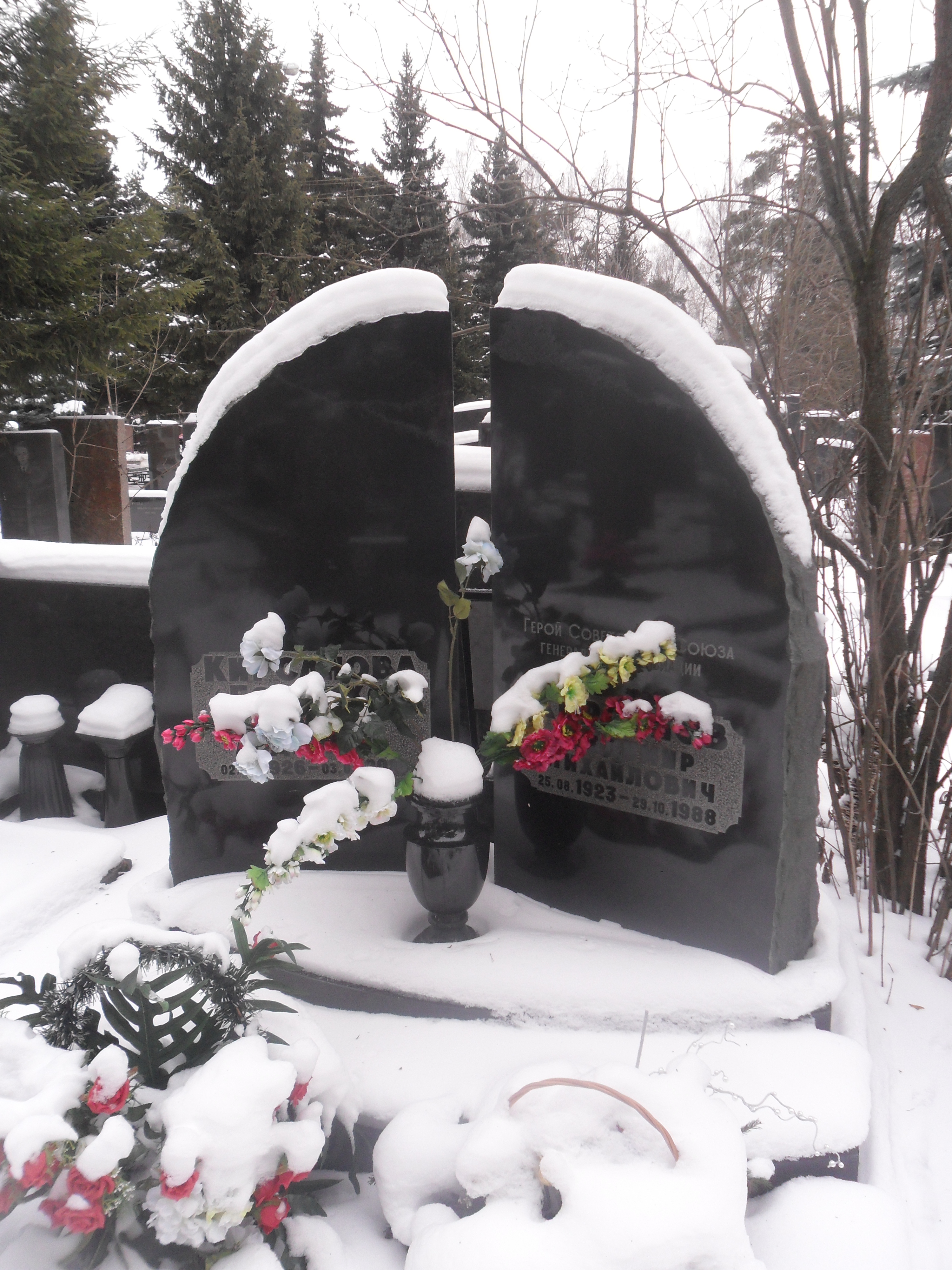
Могила Кирсанова на Кунцевском кладбище Москвы.

Владимир Кирсанов родился 25 августа 1923 года в деревне Турейка (ныне — Троснянский район Орловской области). Окончил среднюю школу. В 1941 году Кирсанов был призван на службу в Рабоче-крестьянскую Красную Армию. До августа 1942 года обучался в Батайской военной авиационной школе лётчиков, в январе 1943 окончил Кутаисскую военную школу воздушных стрелков-радистов.
Участник Великой Отечественной войны: с января 1943 — стрелок-радист, а в апреле 1943 — мае 1945 — лётчик, старший лётчик, командир звена и заместитель командира авиаэскадрильи 502-го штурмового авиационного полка. Воевал на Северо-Кавказском, Южном, 4-м Украинском, 2-м Прибалтийском и Ленинградском фронтах. Участвовал в обороне Кавказа, освобождении Кубани, Крыма и Прибалтики, блокаде курляндской группировки противника. За время войны совершил 181 боевой вылет (из них 12 — стрелком-радистом) на штурмовике Ил-2 на штурмовку живой силы и техники противника.
Указом Президиума Верховного Совета СССР от 18 августа 1945 года старший лейтенант Владимир Кирсанов был удостоен высокого звания Героя Советского Союза с вручением ордена Ленина и медали «Золотая Звезда».
В 1953 году окончил Военно-политическую академию. Служил заместителем командиров штурмового и истребительного авиаполков по политчасти (в Группе советских войск в Германии), в 1958—1961 — инспектором Политуправления Московского военного округа. С ноября 1961 года служил в Главном политическом управлении Советской Армии и ВМФ: старшим инструктором отдела кадров ВМФ, ВВС и ПВО (1961—1966) и инспектором по ВВС (1966—1970). В 1970—1972 — 1-й заместитель начальника политотдела 4-й воздушной армии (Северная группа войск, Польша), в 1972—1980 — 1-й заместитель начальника
политотдела Дальней Авиации. В августе 1980 — июне 1983 находился в загранкомандировке в Анголе в качестве заместителя главного военного советника по политчасти. В 1984—1985 — 1-й заместитель начальника политотдела ВВС Московского военного округа. С декабря 1985 года генерал-майор авиации В. М. Кирсанов — в запасе. Умер в 1988 году, похоронен на Кунцевском кладбище Москвы.
Был также награждён орденом Октябрьской Революции, тремя орденами Красного Знамени, орденом Александра Невского, двумя орденами Отечественной войны 1-й степени, орденом Отечественной войны 2-й степени, тремя орденами Красной Звезды, рядом медалей.